# Рудницька Анжеліка Миколаївна
Анжелі́ка Микола́ївна Рудни́цька (нар. 11 червня 1970, Рівне) — українська співачка, телеведуча, художниця, письменниця, громадська діячка, волонтерка.
Засновниця мистецької агенції «Територія А», президентка Фонду відродження культурного середовища Києва, заслужена артистка України, членкиня Національної спілки журналістів України, членкиня Національної спілки художників України, членкиня Наглядової ради Національного музею літератури, голова Наглядової ради Національного конкурсу «Благодійна Україна». Учасниця трьох українських революцій. З 2017 року — радниця Міністра культури України. Засновниця Мистецької агенції «Територія А» з 1994 року. Ініціаторка мистецьких відзнак «Територія А» (у галузі кліпмейкерства); премії «Українська хвиля»; сезонного фестивалю «ЕтноЗима», «ЕтноВесна», «ЕтноЛіто», «ЕтноОсінь»; програми збору книг для бібліотек прифронтової зони «Територія Книги» (2014 рік); керівник програми культурної реінтеграції прифронтових територій «Український Схід», ініціаторка комеморіальних акцій «Ангели пам‘яті» (з 2014 р); «Свічка пам‘яті» (з 2016 р), серії проєктів «Територія Різдва», музичної антології "100 років незламності: історія української боротьби у піснях".

## Життєпис
Народилася в місті Рівне. Батько — Микола Іванович Рудницький, письменник, журналіст, мати — Євгенія Ігорівна Рудницька, педагог, викладачка християнської етики. У шкільні роки навчалася грі на фортепіано у музичній школі, співала в юнацькому ВІА, 10 років співала у хорі. Закінчила КНУ ім. Шевченка за фахом журналістика.
Серед інших 52 студентів була учасницею студентського голодування у жовтні 1990 року. У студентські роки почала працювати на Першому каналі Українського телебачення в редакції науково-пізнавальних програм. У листопаді 1994 року, разом з поетом Олександром Бригинцем створила Мистецьку агенцію «Територія А».
З квітня 1995 року була авторкою і ведучою власної щотижневої програми «Мистецький канал Територія А» на телеканалі ICTV, у вересні того ж року у рамках цього проєкту з'явився перший український щоденний Хіт-парад «Територія А», який став культовою програмою кінця 1990-х — початку 2000-х рр. За 5 років існування програми було створено близько 2000 програм. 
У цей же період -  членкиня Громадського фонду Святого Андрія Первозванного, разом з яким "Територія А" проводщила масштабні благодійні проєкти, кошти з яких перераховували на відбудову Михайлівського Золотоверхого собору. 
У цей період була співавторкою і ведучою Всеукраїнського телефестивалю танцювальної музики «Територія ДАНС», що виходив в ефір на телеканалі «1+1», а також вела програму «Музичний простір». Провідні українські продюсери пропонували Рудницькій сприяння у сольній кар'єрі — проте тоді вона відмовлялася співати соло. Брала участь лише у групових записах, її голос чули у проєкті «Українські хіти ХХ століття» (пісні «Червона Рута», «Стожари», «Якщо любиш — кохай», «Новорічна»).
У 1998 році, на пропозицію сімейного фестивалю подружжя Білоножків «Мелодія двох сердець», записала (в дуеті з сестрою Інною) пісню Володимира Івасюка «У долі своя весна». 1999 року записала ще дві пісні. Того ж року отримала звання Заслуженої артистки України. Та вже 2000 року влада почала віддавати національний інформаційний простір під російський вплив. Дійшла черга і до хіт-параду «Територія А» — у вересні його також зняли з ефіру.
Спільним з Віктором Павліком максі-синглом «Диво» та сольним «Іграшка» Анжеліка Рудницька розпочала сольну співочу кар'єру. У 2000 році альбом «Диво» був названий найпопулярнішим альбомом року. Цього ж року вступила до аспірантури КНУКІМ.
У 2002 році вийшов її перший сольний альбом «Будь зі мною» (NAC), в 2003 — наступний, «anzhelika.ru» (J.R.C; перевиданий влітку 2004-го в Росії під назвою «L'Amour») і почався запис франкомовного, «Серце Ангела». Після виснажливого весняного гастрольного туру у 2004 році Анжеліку Рудницьку паралізувало, і півроку вона провела без руху. Під час хвороби створила серію графічних робіт «Незриме коріння», показаних на першій персональній художній виставці влітку 2005 року. Нині оригінальні художні роботи Рудницької експонують у галереях і музеях багатьох країн Європи, а також в Україні та Південній Кореї. У 2005–2014 роках відбулося понад 100 персональних виставок.
Щойно наприкінці 2004 року вона вперше з'явилася на люди, а в лютому 2005 року відновила співочу кар'єру. Рудницькій запропонували переїхати в Росію і продовжити там сольну кар'єру. Але співачка залишилася в Україні. Влітку 2005 року відновила підкріплений Інтернет-порталом хіт-парад «Територія А» тепер вже на Першому Національному. Навесні 2006-го вийшов її черговий сольний альбом «Знайди мене» зі значним мультимедійним наповненням (Moon-records).
У 2005 році Національний хіт-парад «Територія А» був відновлений на Першому каналі.
За період 2004–2014 створила близько 150 оригінальних художніх полотен. Найвідоміші цикли художніх робіт: «Незриме коріння», «Пролог», «Сад чеснот або Дерева-писанки», «Радуйся», «Місячне приношення», «Праліс», «Прамісто», «Еволюція нескінченності», «Містерія літочислення». Виданий художній альбом-каталог робіт Анжеліки Рудницької «Український Всесвіт» у двох частинах (2008, 2009). За цей період відбулося понад 100 персональних виставок.
Влітку 2009 року вийшов друком любовний роман Анжеліки Рудницької «Пристрасна траса до щастя».
У травні 2012 року вийшла друком книга-есей «Біла зірка України. Невигадані історії з життя Оксани Білозір».
З 2010 року працює в КНУ ім. Т.Шевченка, в Інституті філології (Центр фольклору й етнографії). Досліджує семіотику народного орнаменту, пише дисертацію на цю тему.
2010–2014 — член Громадської ради при Національній раді з питань телебачення та радіомовлення України.
2013 — ведуча телепрограми «Нехай вам буде кольорово!» на Першому Національному.
Нині Анжеліка Рудницька — доцентка кафедри ведучих телеефіру, викладає майстерність телеведучих в Інституті кіно та телебачення КНУКІМ та доцент кафедри фольклористики Інституту філології КНУ ім. Тараса Шевченка, викладає сценічну майстерність.
2010 року Анжеліка Рудницька представляє Україну на Міжнародному фестивалі культури і мистецтв у Кореї, де її нагороджують званням «WORLD MASTERS» (Світовий майстер) за художні роботи.
З 2012 року — президент Мистецької агенції «Територія А».
2014 рік — ведуча унікального новорічного концерту-мітингу на майдані Незалежності під час Революції Гідності. Разом зі співведучим Євгеном Нищуком провела на сцені майдану 12 годин. Дійство транслювалося багатьома телеканалами по всьому світу.
З 2015 року ініціювала тиху акцію «Ангели пам'яті», що проходить 20 лютого на Інститутській у пам'ять про Героїв Небесної сотні. Щороку до акції приєднується більше й більше людей. 2018 року такі ж акції пройшли також у Рівному, Львові, Коломиї. У Києві цього дня на Інститутській повісили на дерева кілька тисяч паперових ангелів. 2019 року акція «Ангели пам‘яті» стала міжнародною, до ініціативи Рудницької і «Території А» долучилися Франція, Польща, Греція, Туреччина, ПАР.
«Свічка пам'яті» — благодійно-просвітницька акція до Дня пам'яті жертв Голодомору, одна з ініціатив Рудницької.
26 листопада 2016 року Рудницька і «Територія А» провели благодійно-просвітницьку акцію «Свічка пам'яті» у Національному палаці «Україна» (малий зал). Кошти, від продажу квитків, збирали на підтримку геріатричного центру в Станиці Луганській, що на лінії перетину з окупованою територією, якому потрібні постільна білизна, пральна машина, холодильник.
24 листопада 2017 року «Свічка пам'яті» відбулася у КНУ ім. Тараса Шевченка за участі відомих українських артистів, доктора історичних наук Людмили Гриневич, ректора Шевченкового університету Леоніда Губерського та Міністра культури Євгена Нищука.
2018 року «Свічка пам'яті» відбулася у Церкві Святої Катерини у Києві.
21 січня 2017 року ініціювала та провела благодійно-мистецький фестиваль «ЕтноЗима у Михайлівському», у рамках якого відбувся великий різдвяний марафон колядок та щедрівок. Протягом 3 годин і 31 хвилини українські хори, гурти, артисти безперервно виконували колядки та щедрівки, встановивши національний рекорд найтривалішого виконання різдвяних пісень.
З березня 2017 року призначена радницею Міністра культури України. Опікується проєктом «Український Схід», в рамках якого проводяться масштабні мистецькі акції у зоні проведення АТО, концерти для військовослужбовців у місцях дислокації, у госпіталях, на передовій; художні виставки, творчі конкурси, майстер-класи, лекції відомих митців та науковців.
2017 рік — ініціаторка проєкту «Територія Книги» — збору україномовних книг для двохсот шкільних та публічних бібліотек Волноваського (Донеччина) та Станично-Луганського (Луганщина) районів.
2018 рік — організаторка та учасниця серії культурно-мистецьких акцій:
- «Масляна на Луганщині», у рамках якої встановлено рекорд України по швидкісному ліпленню вареників (м. Кремінна, м. Сєвєродонецьк);
- «Шевченківські дні на Луганщині» (м. Сватове, с. Коломийчиха, с. Свистунівка);
- Великодній фестиваль «Авдіївка ФМ» (м. Авдіївка, Донеччина);
- Фестиваль мистецтв імені Марії Приймаченко (м. Краматорськ);
- «Луганщина — це Україна» до 80-ліття утворення Луганської області, під час якої був встановлений рекорд по одночасному виконанню «Слобожанської польки», де взяли участь 83 хореографічних колектива — близько 800 учасників (м. Сєвєродонецьк)
- модераторка форуму «Україна і світ: діалог через молодь»

23 серпня 2021 року стала ініціаторкою та організаторкою культурно-мистецької акції «Ти у мене єдина» в Сєвєродонецьку, у рамках акції діяли локації «Територія дитинства», «Територія Книги», велика сцена, де відбувся концерт за участі українських зірок, серед яких виступила і Анжеліка. Цього ж вечора був встановлений рекорд з наймасовішого виконання пісні Володимира Івасюка «Червона рута», коли цю пісню на центральній площі міста одночасно заспівали понад 5200 виконавців. Автором ідеї була Анжеліка Рудницька.
У серпні 2021 року створила кліп «Країно моя», присвячений 30-літтю Незалежності України, де знялися понад 30 відомих та невідомих українців, які є обличчям сучасної України.
У вересні 2021 року отримала почесне звання «Бренд-амбасадор України» за вагомий внесок у формуванні позитивного іміджу України в світі.
2021 створила аудіовізуальний твір "Зимова містерія «Територія Різдва» за участі українських зірок, які виконують колядки, щедрівки та різдвяні пісні у супроводі симфонічного оркестру. Анжеліка виступила автором ідеї, концепції, сценарію, натхненницею, головним режисером та генеральним продюсером проєкту.
2022 рік — членкиня журі Національного відбору дитячого «Євробачення».
2022 рік виставка «Сад Чеснот» Анжеліки Рудницької провела в окупації у Херсоні. У 2023 році після розмінування художні роботи Рудницької виявили неушкоденими на складі музею.
2023 рік — спродюсувала проєкти: містерія «Територія Різдва. Сила Роду», антологія «100ліття незламності: історія української боротьби у піснях».
2024 рік - зініціюввала та створила музичний альбом "Територія Різдва. Дух нескорених", у якому українські колядки та щедрівки співають українські артисти разом із українськими військовими та ветеранами російсько-української війни. 

## Дискографія
- 2000 — «Диво» (спільний із Віктором Павліком)
- 2000 — Іграшка
- 2002 — «Будь зі мною»
- 2003 — «Anzhelika.ru»
- 2006 — «Знайди мене»
- 2017 — «Територія Різдва» (альбом колядок, щедрівок і різдвяно-новорічних пісень)Шаблон:Репертуарний лист

### Творчий доробок

#### Народні пісні
- А вчора звечора. Колядка (спільно з фольк-студією «Правиця») (аранжування — Едуард Приступа)
- Добрий вечір тобі, пане-господарю. Колядка (аранжування — Едуард Приступа)
- Колискова (Колисала я дитиноньку маленьку) (аранжування — студія «Кофеїн»)
- Небо і земля. Колядка (дует з Віктором Павліком) (аранжування — Сергій Грачов)
- Небо ясні зірки вкрили. Щедрівка (спільно з фольк-студією «Правиця» (аранжування — Едуард Приступа)
- Нова радість стала. Колядка. Аранжування — Ярослав Істомін
- Несе Галя воду
- Ой є чи нема? Колядка (дует з «GG ГуляйГород»), аранжування — Андрій Антоненко
- Ой у кирниці на Йорданиці (Так рано-раненько) Колядка (аранжування — Едуард Приступа)
- Ой ходила дівчинонька по садочку (аранжування — Микола Павлов)
- Прийшли щедрувати (аранжування — Євген Петриченко)
- Роди, Боже, жито (аранжування — Едуард Приступа)
- Святая Варвара церкву збудувала. Колядка. Аранжування — Едуард Приступа
- Слава тобі, Боже! (колядка). Аранжування — Андрій Антоненко
- Терен, мати, коло хати (аранжування — Ярослав Істомін)
- Цвіте терен
- Щедрівочка щедрувала (За лісом-лісом). Щедрівка (аранжування — Едуард Приступа)
- Ой сивая зозуленька (щедрівка, аранжування - Едуард Приступа)

#### Авторські
- А тебе нема (слова — Олександр Бригинець, музика — Артур Кульпович, аранжування — Володимир Бебешко)
- Біла арена (слова — Федір Млинченко, музика — Олена Березюк)
- Буваю (слова, музика, аранжування — Едуард Приступа)
- Будь зі мною! (слова — Олександр Бригинець, музика — Сергій Кравець)
- Війна (слова і музика — Анатолій Матвійчук, аранжування — Ярослав Істомін)
- Вірю (слова — Костя Гнатенко, музика — Артур Кульпович, аранжування — Ярослав Істомін)
- Вітрила (слова і музика — Вікторія Сірмай)
- «Втікай, кошеня!» (слова — Олександр Бригинець, музика — Сергій Кравець)
- В ніч на Купала (слова — Олександр Бригинець, Анжеліка Рудницька, музика — Артур Кульпович, аранжування — Сергій Грачов)
- Все знаю я (дует з Віктором Павліком) (слова — Олександр Бригинець)
- Дай, Боже, щастя всім! (дует з Ілларією) (слова — Костя Гнатенко, музика — Артур Кульпович, аранжування — Едуард Приступа)
- Диво (дует з Віктором Павліком) (слова — Олександр Бригинець)
- Досить (слова — Олександр Бригинець, музика — Рустем Султан)
- Забудь! (слова і музика — Едуард Приступа)
- Завтра — Новий рік (слова — Олександр Бригинець, музика — Олександр Яшин)
- Зачекай! (слова — Степан Галябарда, адаптація тексту — Олександр Бригинець, музика — Павло Зібров)
- Зіронька (слова — Олена Палашек, Анжеліка Рудницька, музика — Олена Палашек, аранжування — Ярослав Істомін)
- Зима-зима (дует з Любомиром Чермаком) (слова — Олександр Бригинець, музика — Сергій Кравець)
- Зима прийшла (слова, музика, аранжування — Едуард Приступа)
- Знайди мене (тріо з Віктором Павліком і Миколою Трубачем) (слова і музика — Микола Трубач)
- Жито (дует з Володимиром Трачем) (слова — Іван коваль, музика — Володимир Трач)
- Іграшка (слова — Олександр Бригинець, музика — Володимир Бебешко)
- І снилося вночі дівчині (слова і музика — Левко Лепкий. Аранжування — Ярослав Істомін)
- Країно моя (текст — Олександр Бригинець, музика — Артур Кульпович, аранжування — Володимир Бебешко)
- Ла-ла-лі (слова — Олександр Бригинець, музика — Артур Кульпович)
- Любов одна (слова — Юрій Рибчинський, музика — Володимир Івасюк)
- Люляй-люляй, мій синочку (слова — Андрій Панчишин, музика — Олександр Морозов)
- Мої мрії (слова і музика — Едуард Приступа)
- Мрії про тебе (дует з Віктором Павліком)
- Над морем (слова — Дмитро Павличко, музика — Володимир Івасюк)
- Напевно (слова, музика, аранжування — Едуард Приступа)
- Ніч. Пітьма (слова — Федір Млинченко, музика — Олена Березюк)
- Одеський ранок (слова і музика — Вікторія Васалатій)
- Одна (слова — Олександр Бригинець, музика — Володимир Шинкарук, аранжування — Ярослав Істомін)
- Ой стало диво. Колядка (слова і музика — Мирослав Кувалдін)
- Ой у лузі червона калина (хор «Територія А») — народна пісня
- Пізно (слова — Олександр Бригинець, музика — Рустем Султанов)
- Пора, вже пора (слова — Олександр Бригинець, музика — Лері Вінн, аранжування — Геннадій Крупник)
- Рано-рано (слова — Олександр Бригинець, музика — Володимир Бебешко)
- Слова словами (дует з Любомиром Чермаком) (слова — Олександр Бригинець, музика — Сергій Кравець)
- Стіна (слова — Олександр Бригинець, музика — Сергій Кравець)
- Стожари (слова — Володимир Кудрявцев, музика — Павло Дворський)
- Сум (слова — Олександр Бригинець, музика — Володимир Бебешко та Ігор Рожок)
- Там, де ти (слова, музика, аранжування — Едуард Приступа)
- Танець ангела (слова — Олександр Бригинець, музика — Едуард Приступа, аранжування — Едуард Приступа)
- У долі своя весна (слова — Юрій Рибчинський, музика — Володимир Івасюк, аранжування — Володимир Бебешко)
- Холодно (слова, музика, аранжування — Едуард Приступа)
- Червона Рута (слова і музика — Володимир Івасюк, аранжування — Борис Севастьянов)
- Чорно-біла любов (слова і музика — Євген Рибчинський, аранжування — Геннадій Крупник)
- Ще раз (слова — Олександр Бригинець, Анжеліка Рудницька, музика — Артур Кульпович, аранжування — Сергій Грачов)
- Якщо любиш — кохай (слова — Ткач, музика — Левко Дудківський, аранжування — Олександр Чукаленко)
- Я тебе кохала (слова — Олександр Бригинець, музика — Дмитро Клімашенко)

#### Франкомовні пісні
Слова — Alex Bezdolya, музика — Артур Кульпович.
- Mon ami
- La-la-li
- Stop!Stop!Stop!
- Ne me quitte pas
- L'amour
- Je chante
- Dit-moi
- Tango
- Oui
- Hara2naya
- Pardonne-le moi
- La beaute

## Відзнаки та нагороди
- 1999 — Заслужена артистка України
- 2001 — медаль Всеукраїнського товариства «Просвіта» ім. Тараса Шевченка «Будівничий України»
- 2003 — орден Святого Станіслава V ступеня[4]
- 2009 — орден княгині Ольги III ступеня[5]
- 2010 — нагорода «World Masters», Міжнародний фестиваль культури і мистецтв (Південні Корея)
- 2014 — медаль Квітки Цісик
- 2015 — медаль «За жертовність і любов до України» від Святійшого Патріарха Філарета
- 2015 — медаль «За гідність і патріотизм»
- 2018 — відзнака «За розвиток регіону» (Луганщина)
- 2018 — орден Княгині Ольги ІІ ступеня
- 2014—2018 р.р. — подяка Української асоціації інвалідів АТО; подяка управління культури, національностей та релігії Луганської обласної державної адміністрації; подяка командира ремонтно-відновлювального батальйону військової частини А1556; подяка командира дивізіону артилерійської розвідки; подяка командира групи ЦВС м. Попасна; подяка Станично-Луганської державної районної адміністрації; подяка Покровської міської ради; подяка начальника 38 Об'єднаного навчального центру Харківського національного університету Повітряних сил ім. Івана Кожедуба; подяка командувача ВМС ЗСУ; подяка Сватівської районної держадміністрації
- 2025 р. - Орден Святої Ольги Православної церкви України, церемонія вручення відбувалася 10 квітня 2025 року в Київській митрополії, вручав орден Блаженнійший Митрополит Епіфаній

## Персональні виставки

### 2005
- «Незриме коріння», галерея «Гончарі», Київ

### 2006
- «Сад чеснот», галерея «Гончарі», Київ
- «Сад чеснот», Український фонд культури, Київ

### 2007
- «Сад чеснот», галерея «Зуза», Рівне
- «Незриме коріння», музей «Писанка», Коломия
- «Незриме коріння», музей Українського народного декоративного мистецтва, Київ
- «Світ. Реконструкція», галерея «Гончарі», Київ

### 2008
- «Український всесвіт», Палац Європи, Страсбург, Франція
- «Український всесвіт», Український центр культури, Будапешт, Угорщина
- «Радуйся!», Художній музей, Івано-Франківськ
- «Український всесвіт», Угорський фонд культури, Будапешт, Угорщина
- «Радуйся!», Художній музей, Чернівці
- «Український всесвіт», Український культурний центр, Париж, Франція
- «Етногламур», Національна спілка журналістів України, Київ
- «Дерева-писанки», музей «Бойківщина», Самбір, Львівщина
- «Україна. Етно-модерн», виставковий центр «Сен Жері», Брюссель, Бельгія
- «Сад чеснот», Музей етнографії і екології карпатського краю, Яремче, Івано-Франківщина
- «Сад чеснот», Косівський музей народного мистецтва, Івано-Франківщина
- «Україна. Етно-модерн», Артцентр «Хоф Ван Твенте», Гоор, Нідерланди
- «Український всесвіт», художній музей, Тернопіль
- «Прамісто», Кам"янець-Подільський Історичний музей-заповідник, Хмельниччина
- «Український етно-модерн», « The Gallery» («Crown Plaza Promenade»), Гаага, Нідерланди
- «Прамісто», Хмельницький обласний художній музей
- «Прамісто», Вінницький художній музей
- «Прамісто», Національний заповідник Софія Київська, Київ
- «Український всесвіт», Лубенський краєзнавчий музей

### 2009
- «Український всесвіт», Мистецький центр «Сумка», Суми
- «Прамісто», Полтавський художній музей (галерея мистецтв) імені Миколи Ярошенка
- «Прамісто», Дніпропетровський історичний музей імені Яворницького
- «Прамісто», Миколаївський обласний художній музей імені Верещагіна
- «Український всесвіт», Міський артцентр, Suceava, Румунія
- «Український всесвіт», Музей румунського селянства, Бухарест, Румунія
- «Український всесвіт», міська художня галерея, Русе, Болгарія
- «Український всесвіт», Галерея при посольстві України, Софія, Болгарія
- «Український всесвіт», Національна та університетська бібліотека ім. Св. Климента Охридського, Скоп'є, Македонія
- «Український всесвіт», Церква Святого Кирила і Мефодія, Белград, Сербія
- «Незриме коріння», художній музей ім. Лунєва, с. Пархомівка, Краснокутський р-н, Харківська обл
- «Український всесвіт», Російський культурний центр у ТАЛЛІНІ

### 2010
- Український всесвіт, Подгориця, Чорногорія
- Український всесвіт, Посольство України, Варшава, Польща
- Український всесвіт, Венгрув, Польща
- Український всесвіт, Щецин, Польща
- Український всесвіт, галерея «Йозас», Вільнюс, Литва
- Український всесвіт, Клайпед, Литва
- Український всесвіт, театр імені Ванди Симашкової, Ряшів, Польща
- Український всесвіт, Національний музей Тараса Шевченка, Київ
- Український всесвіт, Латвійська академічна бібліотека, Рига, Латвія
- Український всесвіт, Музей історії та мистецтва ім. Г. Еліаса, Елгава, Латвія
- Український всесвіт, Лієпая, Латвія
- Український всесвіт, всесвітній фестиваль «World Masters», м. Йосу, Республіка Корея

### 2011
- Місто прозорих мурів, мистецька кав'ярня «Кавоманія», Житомир
- Український всесвіт, Yianjae Gallery, Сеул, Корея
- Місто прозорих мурів, Центральна бібліотека, Бориспіль
- Українські мотиви, краєзнавчий і художній музей, Даугавпілс, Латвія
- Місто прозорих мурів, Державний педагогічний музей ім. Г.Сковороди, м. Переяслав-Хмельницький
- Український всесвіт, галерея «Хромос» м. Загреб, Хорватія
- Український всесвіт, Самоборський музей, Загребська жупанія, Хорватія

### 2012
- «Містерія літочислення», Національний музей Тараса Шевченка, Київ.
- «Містерія літочислення», Національний архітектурно-історичний заповідник" «Чернігів стародавній», м. Чернігів
- «Містерія літочислення», Луганський обласний художній музей, м. Луганськ
- «Містерія літочислення», Національний історико-культурний заповідник, с. Качанівка, Чернігівщина
- «Містерія літочислення», Рівненський обласний краєзнавчий музей, м. Рівне
- «Містерія літочислення», Кіровоградський обласний художній музей, м. Кіровоград
- «Містерія літочислення», Музей Лесі Українки, с. Колодяжне, Волинська область
- «Містерія літочислення», Музей Писанки, м. Коломия, Івано-Франківська область

### 2013
- «Містерія літочислення», Музей етнографії та екології Карпатського краю, м. Яремче, Івано-Франківська область
- «Містерія літочислення», Волинський краєзнавчий музей, м. Луцьк
- «Містерія літочислення», Національний музей літератури України, м. Київ
- «Містерія літочислення», КЗК «Обласний літературно-меморіальний музей М. О. Островського», м. Шепетівка, Хмельницької обл.

### 2014
- «Містерія літочислення», Музей «Бойківщина», Самбір, Львівщина.
- «Містерія літочислення», Національний заповідник «Софія Київська», «Будинок митрополита», м. Київ.
- «Містерія літочислення», Центр культури і дозвілля, м. Конотоп.
- «Еволюція нескінченності», Національний музей літератури, м. Київ

### 2015
- «Еволюція нескінченності», Черкаський художній музей, м. Черкаси
- «Український всесвіт», «Мистецький Арсенал», м. Київ
- «Еволюція нескінченності», Районний будинок культури, м. Чигирин
- «Еволюція нескінченності», Львівська майстерня шоколаду, Житомир
- «Реконструкція світу. Фотолисти з фронту», дзвіниця Успенського собору, Київ
- «Реконструкція світу. Фотолисти з фронту», Мистецький Арсенал, Київ

### 2017
- «Радуйся!», музей «Флігель Тараса Шевченка», Яготин

### 2018
- «Сад Чеснот», Галерея мистецтв м. Сєвєродонецьк
- «Містерія літочислення», Музей книги та друкарства України, Київ
- «Сад Чеснот», Лисичанський міський краєзнавчий музей, Луганщина
- «Сад Чеснот». Школа мистецтв, м. Попасна, Луганщина
- «Містерія літочислення», Будинок Кабінету міністрів України

2019
- «Сад Чеснот», Будинок культури, м. Старобільськ, Луганщина
- «Сад Чеснот», Центр народної творчості, м. Херсон
- «Сад Чеснот» Будинок культури, м. Каховка, Херсонщина

### 2022
- «Містерія літочислення», Рівненська філармонія, м. Рівне

### 2023
- «Сад Чеснот» Бібліотека ім. Лесі Українки, Херсон
- «Містерія літочислення», арт-кластер Національного університету «Острозька академія», м. Остріг
- «Український всесвіт», Музей книги та друкарства, Київ

2024
"Нескінченність любові", Музей української діаспори, Київ

## Групові виставки

### 2004
- «Позитивне мистецтво», Київ

### 2005
- «Дотик ангела», Київська спілка художників України, Київ
- «Квіти України», галерея Київського національного університету, Київ

### 2006
- «Галерея талантів», галерея «Шарм», Київ
- «Сіверська казка», галерея «Пласт-арт», Чернігів
- ІІІ Всеукраїнської виставки–конкурсу (авторська вишивка), Міжнародний виставковий центр, Київ
- «ЕтноОсінь», Національний історико-культурний заповідник, Качанівка

### 2007
- «Український подарунок», Міжнародний виставковий центр, Київ
- «Територія душі», галерея «Пласт-арт», Чернігів

### 2008
- «Українське Різдво», музей І. Гончара, Київ

### 2009
- «Світ Божий як Великдень», Одеський художній музей, всеукраїнська виставка українського декоративного мистецтва
- «Краса рукотворна», Український дім, Київ

### 2010
- «Радісний дім», виставка декору, Міжнародний виставковий центр, Київ
- «Благодійна різдвяна виставка», клуб «КультРа», Київ
- «Українське Різдво», Національний музей Тараса Шевченка, Київ

### 2011
- «Радісний дім», виставка «Декор. Подарунки», Міжнародний виставковий центр, Київ
- «Місячне колесо», центр української культури та мистецтва, Київ.
- «Українське різдво», Національний музей Тараса Шевченка, Київ

### 2012
- «Чарівний світ майстрів», до 20-річчя встановлення дипломатичних зв'язків між Україною та Грузією. м. Тбілісі, Грузія

### 2013
- «Містерія літочислення», Національний палац мистецтв «Україна», Київ
- «Містерія літочислення», Мистецький Арсенал, Київ

### 2014
- Національна Спілка Художників України, Київ
- Виставка Спілки художників України. Галерея «Мистець», м. Київ
- Національна Спілка Художників України, Київ

### 2015
- Національна Спілка Художників України, Київ

### 2016
- Ukraine Exist, Штаб квартира ООН — Нью-Йорк, США
- Ukraine Exist, Українсько-Американський Культурний Центр у Виппані — Нью-Джерсі, США
- Ukraine Exist, Український Музей — Чикаго, США

### 2018
- Виставка Спілки художників України. Галерея «Мистець», м. Київ
- Арттур виставки «Сад Чеснот» Луганшиною — м. Сєвєродонецьк, м. Попасна, м. Старобільськ
- Виставка «Містерія літочислення» у Будинку Кабінету міністрів

2019
- Виставка до Дня Незалежності України. Галерея «Митець», м. Київ

### 2022
- Україна від Трипілля до сьогодення в обпазах сучасних художників, присвячена 100-річчю Григорія Сковороди

### 2023
- «Я — українка», Музей Марії Заньковецької, м. Київ
- "Сад чеснот", Національний університет "Острозька академія".
- "Містерія літочислення", Музей книги та друкарства, Київ